# Première Nation d'Alexander
Pour les articles homonymes, voir Alexander.
Alexander est une bande indienne de la Première Nation crie en Alberta au Canada. En 2016, elle a une population inscrite totale de 2 174 membres. Elle possède trois réserves et est basée à Morinville. Elle fait partie du conseil tribal de la Yellowhead Tribal Development Foundation et est signataire du Traité 6.

## Nom
La Première Nation d'Alexander est nommée d'après le chef Katstaweskum dont le nom de baptême était Alexandre. Il fut le premier chef de la Première Nation d'Alexander.

## Démographie
Les membres d'Alexander appartiennent au peuple des Cris. En avril 2016, la bande avait une population inscrite totale de 2 174 membres dont plus de la moitié (51,3 %) vivait sur une réserve.

## Géographie
La bande d'Alexander possède trois réserves, toutes situées en Alberta, dont la plus populeuse est Alexander 134,. La ville importante située la plus près de la bande est Edmonton.
| Nom            | Superficie (ha) | Emplacement                     |
| -------------- | --------------- | ------------------------------- |
| Alexander 134  | 7 280,50        | 40 km au nord-ouest d'Edmonton  |
| Alexander 134A | 2 303,50        | 25 km au sud-est de Fox Creek   |
| Alexander 134B | 3,40            | 36 km au nord-ouest de Barrhead |

## Gouvernement
La bande d'Alexander est gouvernée par un conseil de bande élu selon un système électoral selon la coutume. Pour le mandat de 2014 à 2017, ce conseil est composé du chef Kurt Burnstick et de six conseillers,,.

## Histoire
La Première Nation d'Alexander est signataire du Traité 6.